# Lameque
Lameque ou Lamec (em hebraico: לֶמֶךְ‎, romaniz.: Lémeḵ, tiberiano: Lā́meḵ,לָמֶךְ / לֶמֶךְ; em grego: Λάμεχ; romaniz.: Lámekh; lit. "abaixo) é um patriarca antediluviano do Antigo Testamento mencionado no livro de Gênesis como filho de Matusalém e pai de Noé.
Quando Noé nasceu, Lameque profetizou a respeito de seu filho, assim dizendo:
| “ | Este nos consolará acerca de nossas obras e do trabalho de nossas mãos, por causa da terra que o SENHOR amaldiçoou. — Gênesis 5:29 | ” |

Prossegue o texto bíblico dizendo que, após o nascimento de Noé, Lameque ainda viveu 595 anos gerando filhos e filhas e morreu aos 777 anos, o que, segundo os cálculos, teria sido 5 anos antes do dilúvio ocorrido quando Noé tinha 600 anos.
A Bíblia menciona o nome de outro homem também chamado Lameque, da descendência de Caim.
| Nome      | Idade ao ser pai | Idade ao falecer |
| --------- | ---------------- | ---------------- |
| Adão      | 130              | 930              |
| Sete      | 105              | 912              |
| Enos      | 90               | 905              |
| Cainan    | 70               | 910              |
| Mahalalel | 65               | 895              |
| Jarede    | 162              | 962              |
| Enoque    | 65               | 365              |
| Matusalém | 187              | 969              |
| Lameque   | 182              | 777              |
| Noé       | 500              | 950              |
| Sem       | 100              | 600              |
| Arpachade | 35               | 438              |
| Selá      | 30               | 433              |
| Éber      | 34               | 464              |
| Pelegue   | 30               | 239              |
| Reú       | 32               | 239              |
| Serugue   | 30               | 230              |
| Naor      | 29               | 148              |
| Terá      | 70               | 205              |
| Abraão    | 100              | 175              |
| Isaque    | 60               | 180              |